# Jeff Sarwer
Jeff Sarwer (14. svibnja 1978. u Kingstonu) kanadski je šahist, svjetski prvak za igrače do 10 godina starosti (1986. u Portoriku).

## Rana karijera
Jeff je naučio igrati šah kada je imao 4 godine, a u tome mu je pomogla njegova dvije godine starija sestra. Kada je imao 6 godina počeo je igrati u šahovskom klubu na Manhattanu u New Yorku (Manhattan Chess Club), koji je u to vrijeme bio jedan od najprestižnijih na svijetu. Predsjednik kluba Bruce Pandolfini bio je zadivljen vještinama Sarwera i njegove sestre, stoga im je osigurao doživotno članstvo u klubu koje je obično rezervirano za šahovske velemajstore. 
Svake godine na Dan Kanade (državni praznik) na Parliament Hillu u Ottawi, Jeff je zabavljao okupljene igrajući tzv. „simultanke” s 40 šahista u isto vrijeme. Bio je aktivan i u Parku Washingtona u New Yorku gdje je igrao brzopotezni šah i tako privlačio pozornost gledatelja. 
Jeff Sarwer je kao predstavnik Kanade osvojio naslov juniorskog svjetskog prvaka u U-10 konkurenciji u Portoriku 1986. godine. Allen Kaufman, šef Američkog šahovskog saveza, izjavio je: „Jeff je kao devetogodišnjak bolji nego Bobby (Fischer) kad je imao 11 godina”. Bruce Pandolfini je pak rekao: „Među mnogim učenicima koje sam učio igrati šah Jeff je zasigurno najposebniji igrač kojeg sam vidio.” 

## Medijski život
U dobi od 8 godina, Jeffov entuzijazam prema šahu privukao je pažnju šahovskog velemajstora Edmara Mednisa koji ga je pozvao na PBS (američka TV kuća) kako bi analizirao partiju Svjetskog prvenstva 1986 u kojoj su nastupali Gari Kasparov i Anatolij Karpov. Jeff i njegova sestra Julia (također U-10 svjetska prvakinja) opet su se pojavili na televiziji godinu dana kasnije, kada su komentirali revanš. Ubrzo nakon toga postali su medijski eksponirani te su se počeli pojavljivati u raznim televizijskim programima, a također su postali i temom dokumentarnog filma. 
Neki časopisi kao GQ ili Sports Illustrated pisali su članke o Jeffu i njegovoj obitelji, često naglašavajući njihov čudan životni stil, ispitivajući sigurnost i razvoj karijere Jeffove šahovske karijere pod vodstvom svog oca.
Kada je Jeffov otac vidio da neće biti u stanju u potpunosti kontrolirati život svog sina, zabranio je Jeffu nastavak šahovske karijere. Preselio je cijelu obitelj iz New Yorka i upao u probleme s društvom za pomoć djeci u Ontariju. Članak u Vanity Fairu novinara Johna Colapinta opisao je zlostavljanje Jeffa i Julije, što je dovelo do reakcije socijalne službe koja je ocu oduzela skrbništvo te dodijelila djecu udomiteljskoj obitelji. Jeff i Julia su pobjegli te su se vratili ocu. Od tada se obitelj Sarwer sakrivala od službi i živjela u raznim državama što možemo opisati kao netipičan stil života. 

## Searching for Bobby Fischer
1993. godine objavljen je film „Searching for Bobby Fischer” u kojim je Jeff predstavljen kao „Jonathan Poe”. Pred sami kraj filma, u posljednjoj partiji, Jonathanu Poeu je predložen remi, što je on odbio i na kraju izgubio partiju. U stvarnosti su Jeff Sarwer i njegov protivnik Joshua Waitzkin remizirali i podijelili 1. mjesto. Tada je Jeff imao 7, a Josh 9 godina. Osim te, Jeff i Joshua odigrali su još jednu partiju, u prosincu 1985. godine, u kojoj je slavio Jeff.

## Povratak nakon duge pauze
U rujnu 2007. Jeff je sudjelovao na X Međunarodnom turniru brzopoteznog šaha u poljskom Malborku. S obzirom na to da nije posjedovao međunarodni ranking dodijeljen mu je Elo rating od 2250 bodova. Jeff je turnir završio na trećem mjestu sa 7 bodova u 9 partija. Na turniru je sudjelovalo 86 šahista, od čega 4 velemajstora.

## Poker
Od prosinca 2008. Jeff sudjeluje u European Poker Touru. Dva puta je sjeo za finalni stol i zaradio oko 500 000 dolara. U veljači 2010. godine časopis Bluff Europe napisao je članak o njemu i njegovoj novoj pokeraškoj karijeri. Predstavlja ga agencija Poker Icons.

## Vanjske poveznice
- Lost and Found: An Interview with Jeff Sarwer
- Sva lica Jeffa Sarwera